# Jan Wiśniewski (ur. 1951)
Jan Wiśniewski (ur. 27 maja 1951 w Straszewie) – polski duchowny katolicki i teolog, należący do diecezji elbląskiej, profesor zwyczajny nauk teologicznych, doktor habilitowany nauk humanistycznych w zakresie historii średniowiecza i historii nowożytnej, doktor nauk humanistycznych w zakresie nauk pomocniczych historii (archiwistyka i dyplomatyka), magister teologii w zakresie historii Kościoła, kapelan honorowy papieski (od 5 kwietnia 2000).

## Życiorys
Studia filozoficzno-teologiczne ukończył w Wyższym Seminarium Duchownym w Olsztynie, gdzie 15 czerwca 1975 przyjął święcenia kapłańskie z rąk biskupa warmińskiego Józefa Drzazgi. Magisterium teologiczne uzyskał na Katolickim Uniwersytecie Lubelskim, przedstawiając pracę Szkolnictwo elementarne w parafii Tychnowy-Straszewo na Powiślu w XIX wieku napisaną u ks. prof. dra hab. Zygmunta Zielińskiego.
Po święceniach kapłańskich został skierowany do pracy jako wikariusz w parafii św. Jana Chrzciciela i Jana Ewangelisty w Ornecie (1975–1979). W latach 1977–1978 studiował „systemy kancelaryjne” u prof. dra hab. Władysława Rostockiego z Uniwersytetu Warszawskiego. Kolejne placówki duszpasterskie, na których pełnił obowiązki wikariusza, to: parafia św. Jerzego w Elblągu (1979–1980), parafia św. Anny w Sztumie (1980–1981) i parafia św. Trójcy w Kwidzynie (1981–1982). Dnia 8 czerwca 1982 obronił pracę doktorską na temat Kancelaria biskupia Marcina Kromera (1569–1589) u prof. dra hab. Andrzeja Tomczaka w Instytucie Historii i Archiwistyki na Wydziale Nauk Historycznych Uniwersytetu Mikołaja Kopernika w Toruniu. W latach 1982–1987 sprawował obowiązki administratora parafii św. Mikołaja w Królewie oraz wykładowcy historii Kościoła w Warmińskim Instytucie Teologicznym w Olsztynie (1982–1993) i w WWSK w Gietrzwałdzie (1982–1985). W latach 1987–1992 wypełniał obowiązki proboszcza parafii św. Rodziny w Ryjewie i administratora parafii św. Jana Chrzciciela w Janowie (1990–1991). Jednocześnie pełnił funkcję wicedziekana dekanatu Sztum (1987–1992).
W latach 1992–1994 sprawował urząd proboszcza parafii bł. Michała Kozala w Ryjewie. Ponadto wypełniał obowiązki: dyrektora Wydziału (Katechetycznego) Nauki Katolickiej, notariusza i członka Rady kurii diecezjalnej (1992–1994), cenzora ksiąg religijnych, wiceprzewodniczącego II synodu plenarnego w diecezji elbląskiej (1992–1993), korespondenta diecezjalnego (1993–1999), redaktora „Elbląskich Wiadomości Diecezjalnych” (1994–2000), członka rady kapłańskiej I i II kadencji i rady duszpasterskiej (od 4 marca 1992), członka Kolegium konsultorów diecezji elbląskiej (od 3 września 1992), przewodniczącego Diecezjalnej Komisji Archiwalnej (1999) oraz członka redakcji „Studiów Warmińskich” i „Studiów Elbląskich” (od 1999). W latach 1992–2000 był dyrektorem Pomezańskiego Instytutu Teologii dla świeckich w Elblągu i Kwidzynie (filia) związanego umową o współpracy z ATK w Warszawie. W 1993 otrzymał tytuł kanonika gremialnego kapituły katedralnej elbląskiej, z którego zrezygnował w 2001. 5 kwietnia 2000 papież Jan Paweł II przyznał mu tytuł kapelana honorowego papieskiego.
Od 1993 prowadzi wykłady z historii Kościoła w Wyższym Seminarium Duchownym diecezji elbląskiej, a od 2001 na Wydziale Teologii Uniwersytetu Warmińsko-Mazurskiego w Olsztynie. 2 czerwca 2000 habilitował się w Instytucie Historii na Wydziale Filologiczno-Historycznym Uniwersytetu Gdańskiego na podstawie pracy habilitacyjnej Kościoły i kaplice na terenie byłej diecezji pomezańskiej (1243–1821), uzyskując stopień doktora habilitowanego nauk humanistycznych w zakresie historii (specjalność: historia średniowiecza, historia nowożytna).
Obecnie jest pracownikiem etatowym Wydziału Teologii Uniwersytetu Warmińsko-Mazurskiego w Olsztynie, gdzie sprawuje funkcję kierownika Katedry Historii Kościoła i Dziedzictwa Kulturowego (dawniej: Zakład Patrologii i Historii Kościoła Starożytnego). Od 14 sierpnia 1999 posiada tytuł profesora nadzwyczajnego. Od 17 czerwca 2009 profesor zwyczajny nauk teologicznych.

## Publikacje
Dotychczas opublikował prace (około 61 pozycji – naukowe, popularnonaukowe, referaty) zasadniczo dotyczące Pomezanii (Powiśla) od XIII do XX wieku. Wśród pozycji książkowych wydanych drukiem znajdują się:
- Przewodnik po kościele farnym św. Jana Chrzciciela w Ornecie, Ryjewo 1991[1].
- Dzieje Diecezji Pomezańskiej (do 1360 r.), Elbląg 1993[2].
- Pomezania. Z dziejów kościelnych, Elbląg 1996, ISBN 83-905076-1-7.
- Średniowieczne synody pomezańskie. Dekanat Sztum (1601–1821), Elbląg 1998.
- Kościoły i kaplice na terenie byłej diecezji pomezańskiej 1243–1821, część I, 1992, Olsztyn 1999[3].
- Kościoły i kaplice na terenie byłej diecezji pomezańskiej 1243–1821, część II, 1992, Olsztyn 1999[4].
- Sacrum i Profanum wpisane w codzienność katolików średniowiecza, Olsztyn 2002[5].

Jest promotorem licznych prac magisterskich pisanych przez kleryków Wyższego Seminarium Duchownego w Elblągu i studentów Wydziału Teologii Uniwersytetu Warmińsko-Mazurskiego w Olsztynie. Ponadto promotor rozprawy doktorskiej obronionej 9 lipca 2007 na temat: Święty Wojciech w piśmiennictwie Pomorza Wschodniego do końca XVIII wieku (autor rozprawy: Zofia Wiewióra).